# Arhythmorhynchus frontospinosus
Arhythmorhynchus frontospinosus är en hakmaskart som först beskrevs av Marcos A. Tubangui 1935.  Arhythmorhynchus frontospinosus ingår i släktet Arhythmorhynchus och familjen Polymorphidae. Inga underarter finns listade i Catalogue of Life.